# Morąg
Morąg [ˈmɔrɔ̃ŋk] (tyska: Mohrungen) är en stad i Ermland-Masuriens vojvodskap i nordöstra Polen. Morąg hade 14 458 invånare år 2012.
I och kring staden ägde Slaget vid Mohrungen rum den 25 januari 1807. Under olika perioder har dess namn skrivits annorlunda: Moring , Moringen , Merinck , Maronis , Marung , Morung , Morungen , Mohrungen; alla verkar ha en koppling till den närbelägna sjön Morąskie/Marąg/Mahrung (sedan 1867 dränerad). Arthur Weyde - borgmästaren och författaren till den tyska monografin Morąg - antog dock att namnet gavs av de första invånarna i staden som kom från södra Harz i Tyskland, från en stad med ett nästan identiskt namn - Morungen.
Efter sekulariseringen 1525 tillhörde Morąg hertigdömet Preussen , som fram till 1657 var ett län i Polen. Det var beläget i det övre preussiska (Oberland) distriktet , som skapades genom sammanslagningen av befälet mellan Elbląg, Ostróda och Dzierzgoń.
Under Andra polska kriget fängslade svenskarna cirka 2 000 personer nära Morąg, soldater från kurfursten av Brandeburg som skickat för att hjälpa den polske kungen. Branden 1697 medförde också förstörelse, inklusive: Rådhuset och slottet Dohn förstördes delvis, och 1754 brann Polskie Przedmieście ner. Det tog cirka 50 år att återuppbygga staden. Fram till 1700-talet firades gudstjänster i Morąg med omnejd på polska. Åren 1758–1762 ockuperades Morąg av ryska trupper. År 1807 ockuperades staden av Napoleons trupper, där då marskalk Bernadotte var stationerad och utkämpade en strid mot de anfallande ryssarna 25 januari (Fransk seger). 
Under pestepidemin 1709–1711 dog 860 människor i distriktet Morąg-Miłaków. I byn som tillhörde staden Morąg, då kallad Stary Raj, dog alla invånare.
Byggnader: 
- Gotiskt rådhus , byggt 1444.
- Dohn-palatset , byggt 1562–1571 av Achacy Dohna.
- Gotiska församlingskyrkan St. helgon helgon Petrus och Paulus från 1303–1331.
- Järnvägsstation, där den imponerande stationsbyggnaden brändes ner av Röda arméns soldater som tog sig in i staden i januari 1945.
- "Häxtornet" tidigare tillhörande ett fängelse, där fjortonåriga Barbara Schwan avrättades 1749 för häxeri.

## Personer från Morąg
- Johann Gottfried von Herder